# The Frontline
The Frontline es un grupo de rap de Richmond, California, asociado con la música West Coast.

## Discografía
Now U Know
- Grabado: 2005 (EE. UU.)
- Singles:
  - 2004: "What Is It"
  - 2004: "Uh Huhh"
  - 2005: "Bang It"
  - 2006: "Take That"